# مارك إدموندسون
مارك إدموندسون (بالإنجليزية: Mark Edmondson)‏ هو لاعب كرة مضرب أسترالي يلعب باليد اليمنى. هو أحد أبطال الجراند سلام. أعلى تصنيف له في الفردي كان المركز الـ 15 في سنة 1982.

## بطولات حققها
- دورة رولان غاروس الدولية
- بطولة أستراليا المفتوحة للتنس

## الخط الزمني للبطولات الكبرى للفردي
مفتاح
| ف | ن | ن.ن | ر.ن | د# | د.م | ل | أ.أ | ت | غ | ب | ف | ذ | م.خ | ل.ت |

(ف) فاز بالبطولة (ن) وصل النهائي (ن.ن) نصف النهائي (ر.ن) ربع النهائي (د#) الأدوار الأربعة الأولى (د.م) دور المجموعات (ل) شارك في كأس ديفيز (أ.أ) خرج من الأدوار الاولى (ت) خسر التصفيات التأهيلية (غ) غاب عن الحدث أو البطولة (ب) حصل على ميدالية برونزية (ف) حصل على ميدالية فضية (ذ) حصل على ميدالية ذهبية (م.خ) بطولة الماسترز خُفضت إلى مرتبة أقل (ل.ت) البطولة لم تعقد في السنة المعينة.
لتجنب الارتباك وازدواجية الحساب، يتم تحديث هذه المعلومات إما في نهاية البطولة، أو عندما تكون مشاركة اللاعب في البطولة قد انتهت.
| الدورة                        | 1975 | 1976 | 1977 | 1977 | 1978 | 1979 | 1980 | 1981 | 1982 | 1983 | 1984 | 1985 | 1986 | 1987 |
| ----------------------------- | ---- | ---- | ---- | ---- | ---- | ---- | ---- | ---- | ---- | ---- | ---- | ---- | ---- | ---- |
| بطولة أستراليا المفتوحة للتنس | د1   | ف    | ر.ن  | غ    | د2   | ر.ن  | د3   | ن.ن  | د1   | د3   | د2   | د1   | ل.ت  | د3   |
| دورة رولان غاروس الدولية      | غ    | د1   | د2   | د2   | د1   | د1   | د1   | د1   | غ    | غ    | غ    | د1   | د1   | غ    |
| بطولة ويمبلدون                | د2   | د3   | د2   | د2   | د2   | د1   | د1   | د2   | ن.ن  | د3   | د3   | د1   | د1   | غ    |
| بطولة أمريكا المفتوحة للتنس   | غ    | د1   | د3   | د3   | د1   | د1   | غ    | د3   | د2   | د3   | غ    | غ    | غ    | غ    |

## روابط خارجية
- مارك إدموندسون على موقع رابطة محترفي التنس (الإنجليزية)
- مارك إدموندسون على موقع الاتحاد الدولي لكرة المضرب (الإنجليزية)
- مارك إدموندسون على موقع كأس ديفيز (الإنجليزية)
- مارك إدموندسون على موقع اتحاد التنس الأسترالي (الإنجليزية)
- مارك إدموندسون على موقع خلاصة التنس.كوم (الإنجليزية)